# Herrnschwende

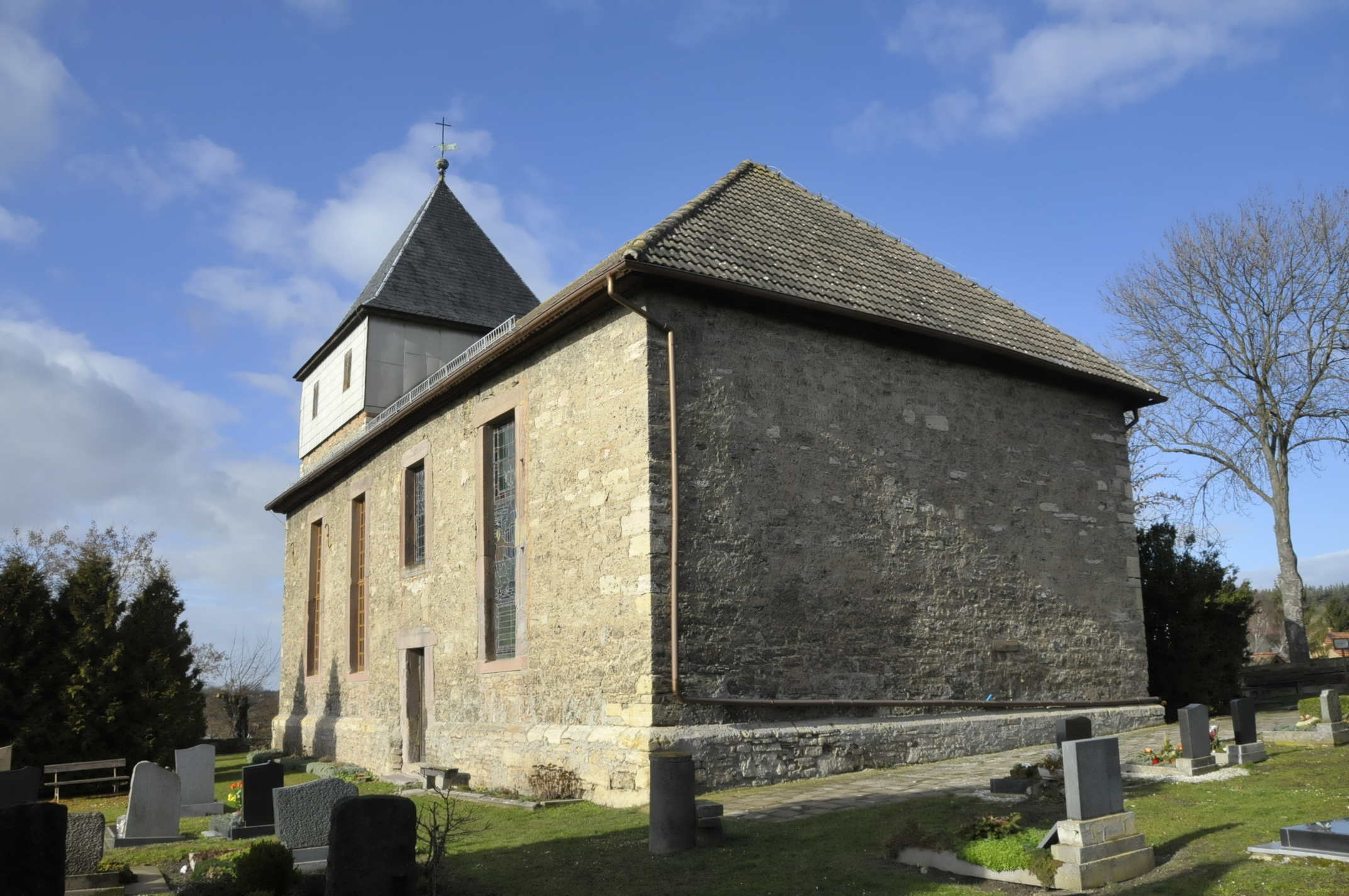
Kirche St. Martini

Herrnschwende ist ein Ortsteil der Stadt Weißensee im Landkreis Sömmerda in Thüringen.

## Geografie
Herrnschwende liegt im Thüringer Becken, östlich von Greußen an der Schwarzburgischen Helbe, wie auch das benachbarte Dörfchen Nausiß, das seit 1951 zu Herrnschwende gehört.

## Geschichte
Der Ort wurde im Jahr 1253 erstmals innerhalb einer Urkunde erwähnt.
Der Ort gehörte bis 1815  zum kursächsischen Amt Weißensee. Durch die Beschlüsse des Wiener Kongresses kam er zu Preußen und wurde 1816 dem Landkreis Weißensee im Regierungsbezirk Erfurt der Provinz Sachsen zugeteilt, zu dem er bis 1944 gehörte.
Am 1. Juli 1950 wurde die bis dahin eigenständige Gemeinde Nausiß eingegliedert.
Am 1. Januar 2019 wurde die Gemeinde Herrnschwende in die Stadt Weißensee eingegliedert. Zuvor gehörte sie der Verwaltungsgemeinschaft Kindelbrück an.

## Politik

### Gemeinderat
Der Gemeinderat aus Herrnschwende setzte sich aus sechs Ratsfrauen und Ratsherren zusammen.
- Landschaftspflegeverein vier Sitze
- FWV zwei Sitze

(Stand: Kommunalwahl am 25. Mai 2014)

### Bürgermeister
Am 5. Juni 2016 wurde Sebastian Schröter zum ehrenamtlichen Bürgermeister gewählt.

## Tourismus
Durch Nausiß führt der Radweg Nr. 3, nach Norden über Frömmstedt nach Bilzingsleben, nach Süden über Weißensee und Schallenburg nach Alperstedt.

## Kulturdenkmale
Herrnschwende hat insgesamt 5 in der Liste der Kulturdenkmale in Weißensee (Thüringen) eingetragene Kulturdenkmale. Darunter befindet sich die Kirche St. Martini. Sie wurde in den Jahren 1749/50 erbaut und 1950 umgebaut, wie aus einer steinernen Tafel über dem Kircheneingang hervorgeht.

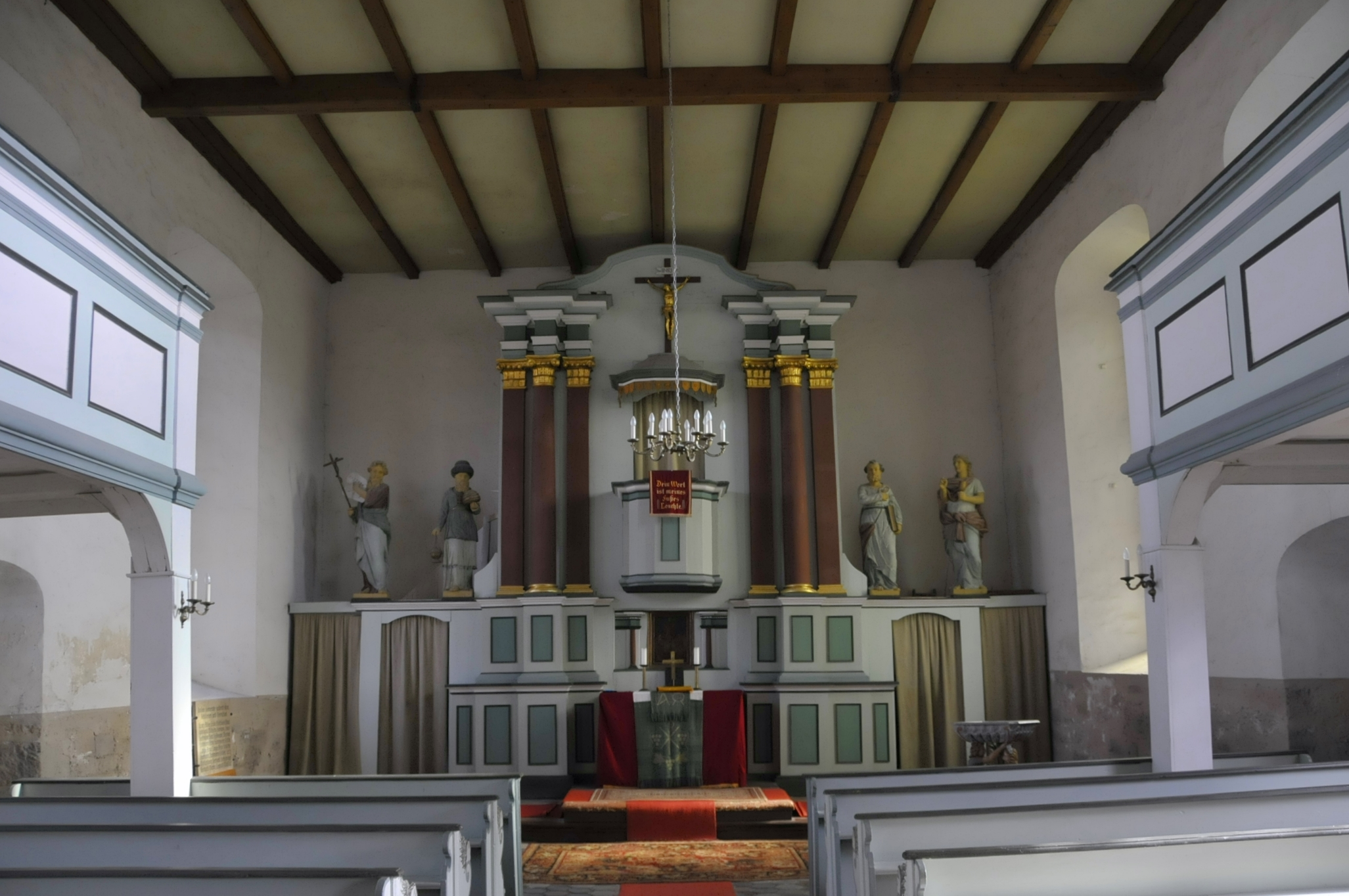
Altarraum
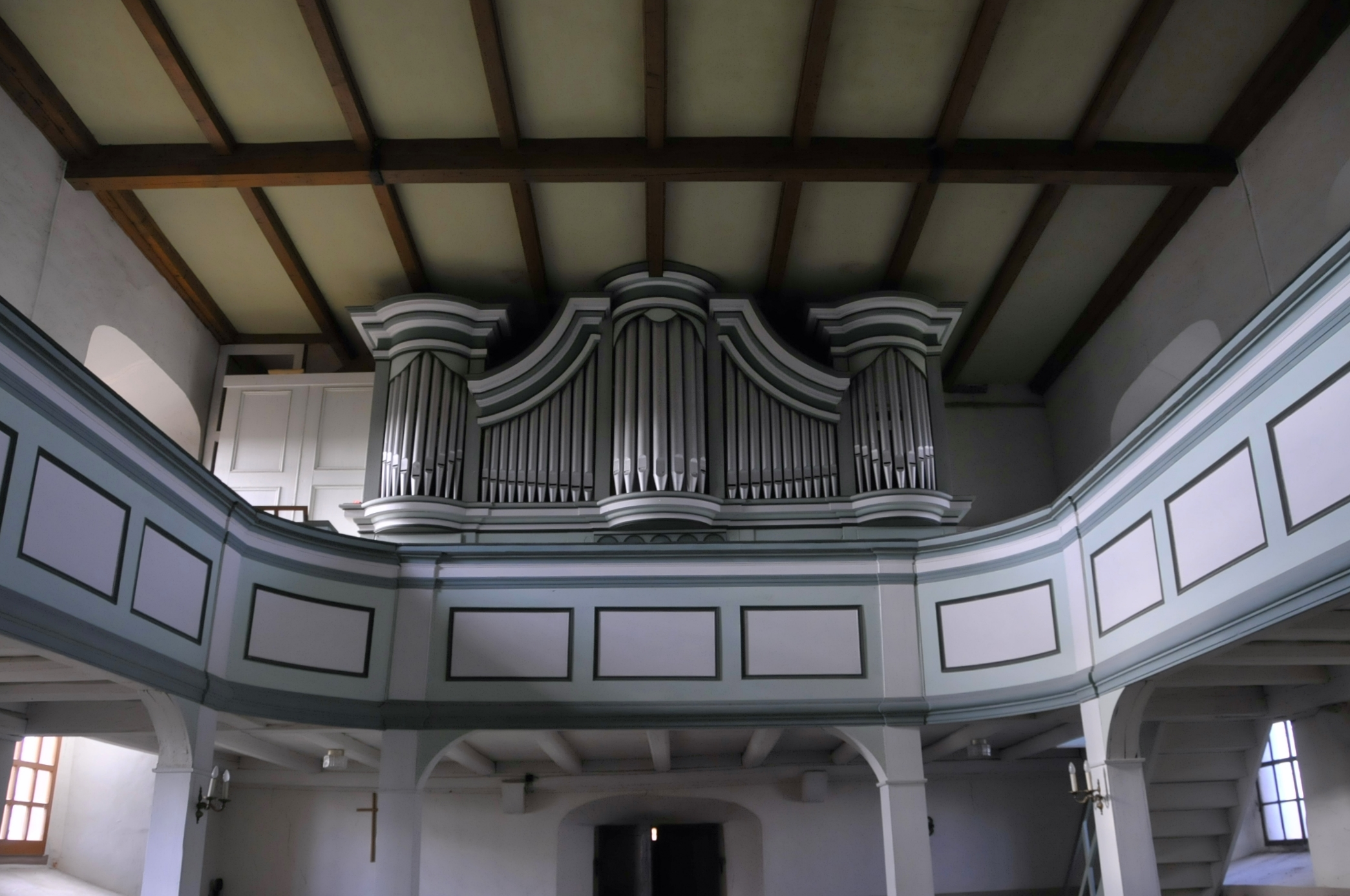
Orgelempore
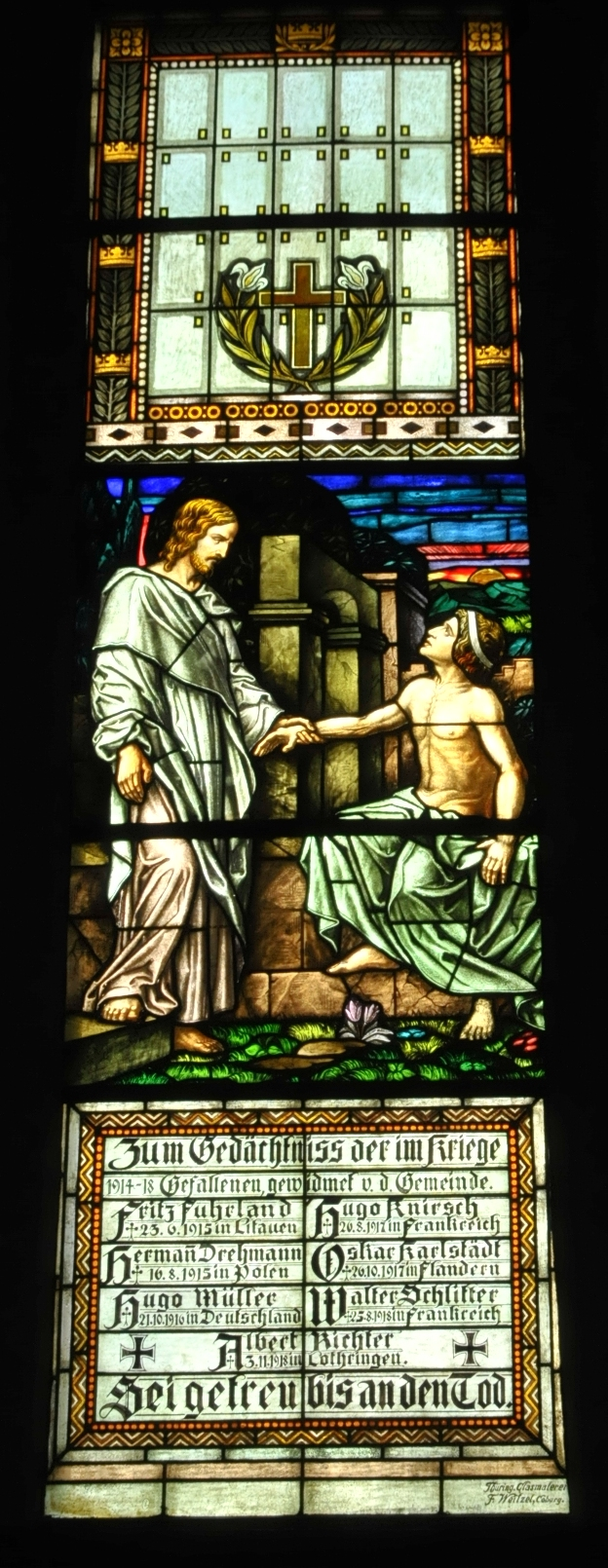
Kirchenfenster
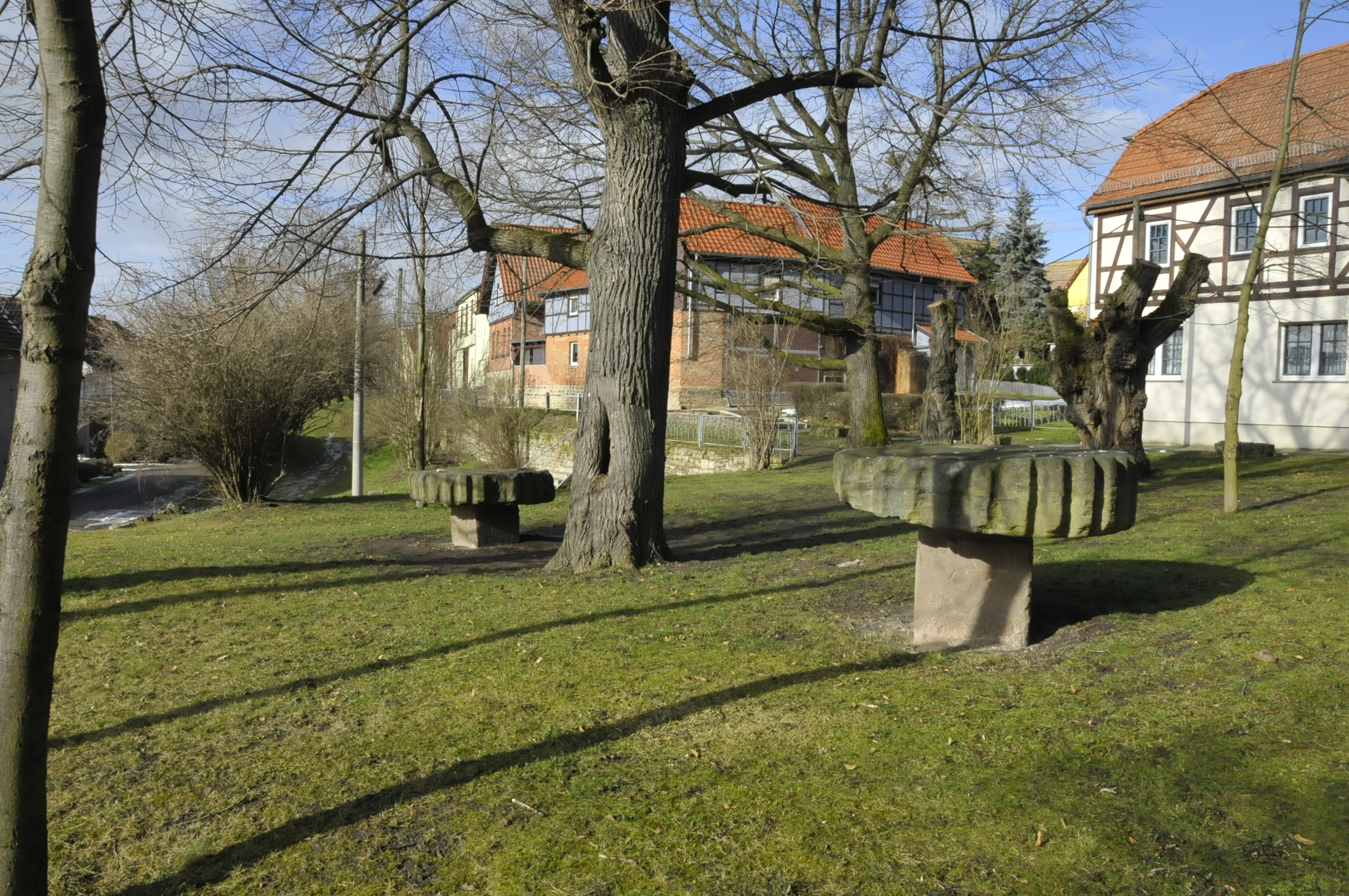
Waidmühlsteine am Anger

## Sonstiges
Während des Zweiten Weltkrieges mussten acht Arbeitskräfte aus Polen in der Landwirtschaft Zwangsarbeit verrichten.